# Koszulka termokurczliwa

Animacja przedstawiająca koszulkę termokurczliwą przed i po skurczeniu

Koszulka termokurczliwa - (rurka termokurczliwa, żargon branżowy - termokurczka) podłużna polietylenowa rurka używana w elektronice do izolacji przewodów. Wytwarza się je z polietylenu, którego polimeryzacja inicjowana jest promieniowaniem jonizującym. Dzięki temu uzyskiwana jest pamięć kształtu materiału. Kurczy się pod wpływem temperatury od 20% do 70% w zależności od producenta, grubości i rozmiaru. 